# لرد جان هی
لرد جان هی (انگلیسی: Lord John Hay; ۲۳ اوت ۱۸۲۷ – ۴ مهٔ ۱۹۱۶) افسر نیروی دریایی پادشاهی بریتانیا و سیاستمدار بود. پس از شرکت در عملیات در سال ۱۸۴۲ در طول جنگ اول تریاک، او به همراه تیپ نیروی دریایی به ساحل رفت و در دفاع از یوپاتوریا در نوامبر ۱۸۵۴ و محاصره سواستوپول در بهار ۱۸۵۵ در طول جنگ کریمه شرکت کرد. 
او همچنین در نبرد قلعه‌های تاکو در اوت ۱۸۶۰ در طول جنگ دوم تریاک شرکت داشت. به عنوان یک سیاستمدار، او نماینده پارلمان از ویک و بعداً از ریپون شد. او در ژوئیه ۱۸۷۸ به مدیترانه اعزام شد تا قبرس را تحت کنترل خود درآورد و آن را طبق تصمیمات گرفته شده در کنگره برلین اشغال کند. در یک انتصاب بسیار سیاسی، او در مارس ۱۸۸۶ به عنوان لرد اول نیروی دریایی منصوب شد، زمانی که مارکی ریپون لرد اول دریاسالاری شد، اما تنها پنج ماه بعد، زمانی که دولت لیبرال ویلیام گلدستون در اوت ۱۸۸۶ از قدرت سقوط کرد، مجبور به کناره‌گیری شد.